# Otto Schubiger
Otto Schubiger (Zürich, 1925. január 6. – Baden, 2019. január 28.) olimpiai bronzérmes svájci jégkorongozó.

## Pályafutása
Az 1948-as St. Moritz-i olimpián bronzérmes, az 1952-es oslói olimpián ötödik helyezett lett a svájci válogatottal.

## Sikerei, díjai
- Olimpiai játékok
  - bronzérmes: 1948, St. Moritz